# Michel-Friedrich Schiefler
Michel-Friedrich Schiefler (geboren am 17. Juni 1995 in Ribnitz-Damgarten) ist ein deutscher Politiker der Sozialdemokratischen Partei Deutschlands (SPD). Seit 2021 ist er Abgeordneter des Landtags von Mecklenburg-Vorpommern.

## Leben
Er wuchs in Nütschow (Gemeinde Lindholz) auf. Schiefler ist im Heimat- und Kulturverein Bad Sülze engagiert. Zur intensiveren Befassung mit dem Themengebiet Kultur nahm er ein Studium der Geschichte und Slawistik an der Universität Greifswald auf. Ein 2014 in Greifswald begonnenes Jurastudium gab er 2017 auf. Ab 2016 arbeitete Schiefler (zunächst studienbegleitend) in einem SPD-Bürgerbüro. Zwischenzeitlich war Schiefler beim KdW Greifswald tätig und hat ein Fernstudium des Pflegemanagements aufgenommen. Seit 2021 arbeitet er als Geschäftsführer der SPD-Kreistagsfraktion Vorpommern-Rügen.

## Politik
Er trat im Jahr 2011 in die SPD ein. Im Jahr 2014 wurde er in die Gemeindevertretung in Lindholz gewählt. Seit 2019 ist er sachkundiger Einwohner im Kreistag Vorpommern-Rügen.
Bei der Landtagswahl in Mecklenburg-Vorpommern 2021 trat er im Landtagswahlkreis Vorpommern-Rügen I an, gewann diesen und vertritt den Wahlkreis im 8. Landtag Mecklenburg-Vorpommern.